# Памятник Гоголю (Никитский бульвар)
Па́мятник Го́голю на Никитском бульваре — скульптурный монумент, в Москве на Никитском бульваре. Установлен в честь Н. В. Гоголя, в год празднования столетия со дня рождения писателя в 1909 году. Скульптор Николай Андреев, архитектор Фёдор Шехтель.
Работу Николая Андреева нередко называют эстетически совершенной, шедевром, признают одной из лучших скульптур на улицах столицы. Его памятник Гоголю характеризуют как одну из вершин творчества, программное произведение скульптора, обладающее «огромной художественной и общественной значимостью».

## История
Идея установки памятника Гоголю в Москве возникла в дни торжеств, посвящённых открытию памятника Пушкину в 1880 году: в августе по инициативе Общества любителей российской словесности была открыта подписка для сбора средств. Близко знавший Н. В. Гоголя Иван Аксаков вспоминал об этом:
Мысль о памятнике Гоголю мы оба имели с Тургеневым и намеревались заявить об этом в конце заседания, но один петербургский литератор, Потехин, которому она тоже пришла в голову и который приготовил для этого целую речь, упросил нас уступить ему эту честь…
Одним из первых жертвователей был промышленник и меценат П. П. Демидов, внёсший 5000 рублей и пообещавший поставить меди столько, сколько будет нужно для изготовления монумента.
К концу 1890 года капитал достиг 52 тысяч рублей, и Общество любителей российской словесности постановило образовать Комитет по сооружению в Москве памятника Н. В. Гоголю. На первом заседании Комитета, состоявшемся 6 апреля 1896 года, был рассмотрен вопрос о выборе места для постановки памятника в Москве.
Рассматривались Арбатская, Трубная, Лубянская и Театральная площади, Страстной и Рождественский бульвары; предпочтение было отдано Арбатской площади — там, где она примыкала к Пречистенскому бульвару.
К этому времени набралась сумма около 70 тысяч рублей, и Комитет счёл её достаточной, чтобы приступить к сооружению памятника. На этом же заседании была разработана и объявлена программа конкурса на лучший проект памятника. Условия были выдвинуты следующие:

Памятник предполагается из бронзы. Гоголь должен быть изображён в сидячем положении, в костюме своего времени. Пьедестал должен соответствовать обстановке того места (Арбатская площадь, в конце Пречистенского бульвара), где будет стоять памятник. Лицевой стороной он будет обращён на Знаменку. Памятник будет окружён сквером. <…> Форма и размер памятника предоставляются составителю проекта. Аллегорические фигуры не допускаются, равно как и барельефы. Материалы: гранит, порфир, бронза

Из представленных 14 февраля 1902 года на очередном заседании Комитета 46 проектов было отобрано четыре проекта (Р. Р. Баха, С. М. Волнухина, П. П. Забелло и В. В. Шервуда), но ни один из них не был рекомендован для сооружения памятника.
На первом же заседании Комитета под председательством нового городского головы Н. И. Гучкова 13 февраля 1906 года, по предложению И. С. Остроухова, составление проекта было поручено скульптору Н. А. Андрееву; Остроухову было известно удачное решение Андреевым образа Гоголя — бюст писателя был поставлен на станции Миргород на средства Киево-Воронежской железной дороги. К участию в работе в качестве экспертов были приглашены архитектор Ф. О. Шехтель (который разработал пьедестал памятника и окружающее оформление), художник В. А. Серов и артист Малого театра А. П. Ленский. Комитет поставил условие: если хотя бы один из членов комитета выскажет возражения против представленной модели, заказ скульптору будет аннулирован. Уже 28 апреля 1906 года проект был выставлен для обозрения членами Комитета в саду остроуховского дома в Трубниковском переулке. Комитет единогласно одобрил представленный проект, даже «страшно не доверявший Андрееву» Серов на вопрос Остроухова ответил: «Очень, очень хорошо, не ожидал!» Для Николая Андреевича Андреева этот заказ стал дебютом в монументальной скульптуре, в которой он впоследствии много и плодотворно работал.
Закладка памятника состоялась 27 мая 1907 года. Торжественное открытие — 26 апреля 1909 года при чрезвычайно большом скоплении публики и было приурочено к столетию со дня рождения писателя. Гоголевский юбилей в 1909 году в Москве отмечался с большим размахом и принял масштабы общенационального праздника: только программа мероприятий, непосредственно связанных с открытием памятника, занимала три дня. Для торжественного открытия были возведены деревянные трибуны, но из-за проблем с их безопасностью власти запретили их использовать при открытии памятника.
На своём первоначальном месте, Пречистенском бульваре, памятник простоял 42 года. В 1951 году его перенесли на территорию Донского монастыря, а в 1959 году памятник установили во дворе бывшей усадьбы графа А. П. Толстого на Никитском бульваре. В этом доме Н. В. Гоголь провёл последние четыре года жизни.

## Художественные особенности
Николай Андреев изобразил Гоголя в период его душевного кризиса, утратившим веру в своё творчество, опустошённым до отчаяния. Перед зрителем предстаёт писатель, глубоко погружённый в скорбные размышления. Скульптор подчеркнул его подавленное состояние согбенной позой, опущенной линией плеч, наклоном головы, складками плаща, который почти полностью скрывает как бы озябшее тело.
Скульптура решена в импрессионистическом ключе, что было характерно для творчества Николая Андреева тех лет. Скульптор в большей мере увлечён игрой света и тени, изысканными линиями; выявляет скорее живописность, нежели монументальность форм. Пластика форм подана в слабо расчленённых объёмах, почти единым массивом, что только усиливает эмоциональное впечатление.
Пьедестал памятника обрамлён бронзовыми «барельефами превосходной работы, на которых представлены герои из наиболее известных произведений Гоголя: Ревизора», «Шинели», «Тараса Бульбы», «Мёртвых душ» и других. Барельефы, наполненные жизненностью гоголевских персонажей, по своему эмоциональному настрою образуют диссонанс с общим впечатлением от памятника, идут вразрез с воплощённым образом самого писателя.
В этом памятнике определились новаторские находки, интересные в художественном отношении, в плане техники исполнения и проработки пластических форм. Но наиболее радикальным явлением для монументального искусства того времени стала сама идея «скорбящего» Гоголя. Эта идея вызвала множество споров сразу же после открытия памятника.
- Барельефы, обрамляющие пьедестал памятника
- Фронтальный барельеф. 
Персонажи комедии «Ревизор»
- Торцевой барельеф. Персонажи произведений сборника «Петербургские повести»
- Правый барельеф. Персонажи поэмы «Мёртвые души»
- Левый барельеф. Персонажи произведений 
сборника «Миргород»

## Памятник в восприятии современников
Монумент произвёл сильнейшее впечатление на культурную общественность Москвы и России в целом. Такой трактовки образа великого писателя никто не ожидал: вместо парадного образа «национального гения» публике предстал Гоголь больной и надломленный. Н. Андреев отказался от одного из наиболее устойчивых стереотипов создания памятников: национального героя необходимо изображать во всём блеске его таланта и в ореоле величественности.
Сохранились многочисленные воспоминания современников, отражающие реакцию на памятник. В одном из них говорится:
Первое впечатление этой почти страшной фигуры, прислонившейся к грубой глыбе камня, точно ударило. Большинство ждало образа, к которому привыкло… И вместо этого явно трагическая, мрачная фигура; голова, втянутая в плечи, огромный, почти безобразящий лицо нос и взгляд – тяжёлый, угрюмый, выдающий нечеловеческую скорбь… В сумерках и лунной ночью он будет прямо страшен, этот бронзовый великан на Арбатской площади, замерзший в позе вечной думы.
Художник Михаил Нестеров писал о памятнике:
Памятник Гоголю «всесторонне» обругать нельзя, ибо он талантлив. Сделан, правда, не специалистом по монументальной части, а потому хорош с одной-двух сторон, как живое изображение, красив по некоторым декоративным линиям, по матерьялу, с которого сработан, но никуда не годен по идее — Гоголь на нем не изображён здоровым, полным творческих сил автором «Мертвых душ», «Тараса Бульбы» и друг., а изображён он умирающим, в смертельной тоске отрешающимся от всего им содеянного. И тут нет для Андреева пощады. Он, конечно, виновен, тем ли, что он «сын своего времени», или тем, что недостаточно умён, не знаю… Что же касается того, подражал ли он Родену или нет, то это меня не занимает, может, подражал, а может, и нет. Техника его самая самоновейшая.
Другой художник, Илья Репин, всецело поддерживал идею памятника:
Трогательно, глубоко и необыкновенно изящно и просто. Какой поворот головы! Сколько страдания в этом мученике за грехи России!.. Сходство полное… Да здравствует Н. А. Андреев! В душе своей я благословил комиссию, утвердившую эту смелую по правде идею. Москва не без просвещенных людей: большое счастье для искусства.
Писательница Татьяна Аксакова-Сиверс впоследствии вспоминала:
Трактовка сюжета была для того времени новаторской, и памятник встретил весьма неблагосклонный приём у широкой публики. Фигуру, закутанную в плащ, сравнивали с летучей мышью, с вороной, словом, насмешкам не было конца. Отдельные голоса критиковали местоположение памятника и доказывали, что если бы тыл скульптуры был защищён каким-нибудь зданием, впечатление было бы иным. Художественность украшающих цоколь барельефов, изображающих гоголевские персонажи, никем не оспаривалась, но лишь немногие тонкие ценители считали, что это, быть может, не совсем удачное произведение Андреева в целом значительно превосходит остальные бездарные московские памятники, цепь которых завершилась в 1912 году опекушинским памятником Александру III.
Философ Василий Розанов опубликовал статью «Отчего не удался памятник Гоголю», в которой писал:
…Памятник ставится «всему» в человеке, ставится «целому» человека и творца. Это — непременно. <…> Но тут идея памятника столкнулась с фактом в человеке: «конец» Гоголя есть сожжение 2-го тома «Мертвых душ», безумие и смерть. Андреев волей-неволей взялся за это, и его Гоголь с упрёком, недоумением и негодованием смотрит на толпу у своего подножия, — готовый бросить в печь свои творения <…> Это — болезнь, этого конца не надо было изображать <…> Памятник хорош и не хорош; очень хорош и очень не хорош.
Критик Сергей Яблоновский предугадал реакцию общественного мнения (и в некоторой степени дальнейшее развитие событий) в своей статье, опубликованной в газете «Новое русское слово» за месяц до открытия памятника:
<…> Не захотят многие этого памятника с больным Гоголем, не захотят пугливо кутающейся фигуры, дрожащего от холода, прячущегося от людей, с птичьим профилем, с бессильно поникшей головой. Может быть, они правы. Может быть, необходим другой памятник Гоголю — памятник могучему творческому гению, но нужен и этот… Страшный, кошмарный символ.
И в других многочисленных публикациях в прессе того времени мнения также были крайне разноречивы, с преобладанием негативных оценок. Отмечалось, что «Гоголь господина Андреева — лицо субъективное и мало говорящее сердцу русского человека… Это не Гоголь, которого мы знаем и любим…»; «Больше всего недовольны тем, что невеличественно. Так, статуэтка какая-то! Во всяком случае не монумент. Захудалый тут Гоголь»; «Многое кажется односторонним, многое спорно, но во всяком случае нельзя бросить упрёка в банальности и мёртвенном академизме. Разве этого мало?»; «Во всей позе, в том движении, которым закутал он свою хрупкую фигуру в шинель, что-то скорбное, какая-то великая усталость сердца, с которым так сурово обошлась жизнь» и т. п. Журнал «Зодчий» был на стороне скульптора: «Произведение Андреева не лишено идеи и своеобразной прелести… Нельзя не признать, что это вещь не банальная, не шаблонная, совершенно в духе нашего времени, в духе молодой русской скульптуры».
Константин Коровин обращал внимание на интимный характер «большого художественного произведения» Н. А. Андреева. Знаменательно, что уже тогда появлялись предложения о переносе памятника. Например, В. Д. Поленов не считал удачным его размещение на бульваре и предлагал «прекрасное, тонкое, жуткое произведение это поместить во дворе Третьяковской галереи».
Памятник вызывал сочувствие в либеральной среде и неудовольствие в консервативных и монархически настроенных кругах общества. В монументе в то время, в наэлектризованной политической атмосфере предреволюционных лет, легко читался определённый вызов, упрёк самодержавию за «трагедию погубленного гения». Говорили, что якобы графиня П. С. Уварова, возглавлявшая Московское археологическое общество, готова заплатить 12 тысяч тому, кто избавит Москву от памятника. «Петербургская газета» 16 мая 1909 года сообщала: «Ходят слухи, что группа художников и известных коллекционеров, оставшихся недовольными памятником Н. В. Гоголю в Москве, намерены открыть подписку и, когда соберется достаточное число протестантов, возбудить ходатайство о замене этого памятника другим».

## Дальнейшая судьба памятника
Памятник, вызвавший столько споров в предреволюционной России, после Октябрьской революции некоторое время казался новым властям вполне уместным благодаря политизированному контексту в образе Гоголя как «жертвы царизма» (в 1924 году его включили в «Список зданий, памятников, имеющих историко-художественное значение по Москве и Московской губернии»). Однако это продолжалось недолго. Трагедийный монумент на одной из центральных площадей социалистической Москвы уже в середине 1930-х годов вызывал нарекания: газета «Правда» писала, что памятник искажает «образ великого писателя, трактуя его как пессимиста и мистика».
Вера Мухина считала ошибочным сам подход автора к решению творческой задачи и формулировала новую концепцию:
Пессимистическая трактовка образа Гоголя родилась из неправильно понятого психологического решения памятника вообще. Думаю, что Гоголь ценен нам как активный бичеватель пороков современного ему общества, и именно этой особенности его творчества должно быть посвящено решение памятника. Андреев же в своей бесспорно прекрасной и талантливой работе изобразил Гоголя в мрачнейший момент его болезненного самоанализа.
Было принято решение заменить памятник Гоголю; первый конкурс на новое изваяние Всесоюзный комитет по делам искусств при СНК СССР объявил в 1936 году. Однако до Великой Отечественной войны затею не осуществили.
В 1951 году памятник убрали с Гоголевского бульвара, освобождая место для нового монумента (в изданном за год до этого томе Большой советской энциклопедии работа Н. А. Андреева определена «глубоко ошибочной»). До 1959 года он хранился в филиале Музея архитектуры на территории Донского монастыря. В те годы Донской монастырь стал своеобразным прибежищем многих памятников, неугодных коммунистической власти. Здесь хранились фрагменты разрушенных Сухаревской башни и Храма Христа Спасителя (мраморные изваяния, украшавшие стены храма), статуи и барельефы с разобранных Триумфальных ворот, фрагменты Иверской часовни, декоративное убранство некоторых снесённых московских церквей. В 1959 году, в год 150-летия со дня рождения писателя, на волне хрущёвской оттепели памятник «вернули из ссылки», установив возле дома, где Гоголь жил последние четыре года и где он скончался. В 1960-е годы появился проект создания в бывшей усадьбе А. П. Толстого дома-музея Н. В. Гоголя (идея была отчасти реализована в 1974 году в виде нескольких мемориальных комнат).

## Предложения об очередном переносе памятников
Ещё в середине 1960-х годов в прессе стал обсуждаться вопрос о возвращении андреевского памятника на его первоначальное место. Идея получила распространение в годы перестройки; её поддерживали многие известные общественно-политические деятели того времени, в том числе протоиерей Александр Мень:
Я уверен, что большинство москвичей будут согласны со мной: <…> просто необходимо вернуть на своё место старый памятник Гоголю, который был неотъемлемой частью Арбатской площади и бульвара… Старый и новый памятники несравнимы.
В 1993 году эта идея как никогда ранее была близка к осуществлению. Оргкомитет по проведению празднования 500-летия Арбата, отмечавшегося в том году (в состав которого входили Юрий Лужков, Михаил Ульянов, Булат Окуджава и другие), выступил с инициативой в рамках торжественных мероприятий перенести скульптуру работы Андреева на историческое место. Предложение поддержал президент Российского фонда культуры академик Д. С. Лихачёв; оно было одобрено Моссоветом и вынесено на обсуждение Верховного Совета РФ. Но разгон Верховного совета в октябре 1993 года помешал осуществлению замысла.
Накануне 200-летнего юбилея Н. В. Гоголя, отмечавшегося в 2009 году, предложение по возвращению памятника на первоначальное место зазвучало с новой силой. Группа российских деятелей культуры во главе с нобелевским лауреатом академиком Виталием Гинзбургом обратились с этой инициативой к спикеру Государственной думы Б. В. Грызлову; обращение, которое подписали «50 известных человек» (в том числе — директор Третьяковской галереи Валентин Родионов, представитель президента РФ по международному культурному сотрудничеству Михаил Швыдкой, учёный-литературовед Юрий Манн, художник Илья Глазунов, кинорежиссёр Эльдар Рязанов, артисты Валентин Гафт, Инна Чурикова, Василий Лановой, Леонид Куравлев, Сергей Безруков, руководители московских театров Марк Захаров и Юрий Соломин, писатели Андрей Битов, Владимир Войнович, Михаил Жванецкий), получило широкое освещение в СМИ. Между тем в целесообразности очередного перемещения выразили сомнения эксперты-реставраторы и архитекторы. Реставратор Савва Ямщиков приводил веские доводы против этой затеи: разительные перемены, произошедшие на месте первоначальной установки памятника Андреева (архитектурная среда приобрела явно диссонирующий с его стилем вид), чрезвычайную дороговизну переноса, явную опасность утраты или повреждения обоих памятников. Всероссийское общество охраны памятников истории и культуры также возражало против этой инициативы. Противники переноса обращали также внимание на то, что нынешнее местоположение памятника удачно связывает биографический контекст места и общее настроение андреевского памятника. Против переноса памятника также выступил министр культуры Александр Авдеев.

### Комментарии
1. ↑  Первоначально памятник был установлен и размещался в конце Пречистенского (ныне Гоголевского) бульвара. В 1951 году был перемещён во двор дома-музея Гоголя на Никитский бульвар, рядом с домом № 7. Тем самым в Москве сложилась уникальная ситуация: по обеим сторонам от Арбатской площади, на относительно небольшом расстоянии друг от друга (менее пятисот метров) установлены два памятника одному и тому же человеку